# 波兰邮政局 (但泽)

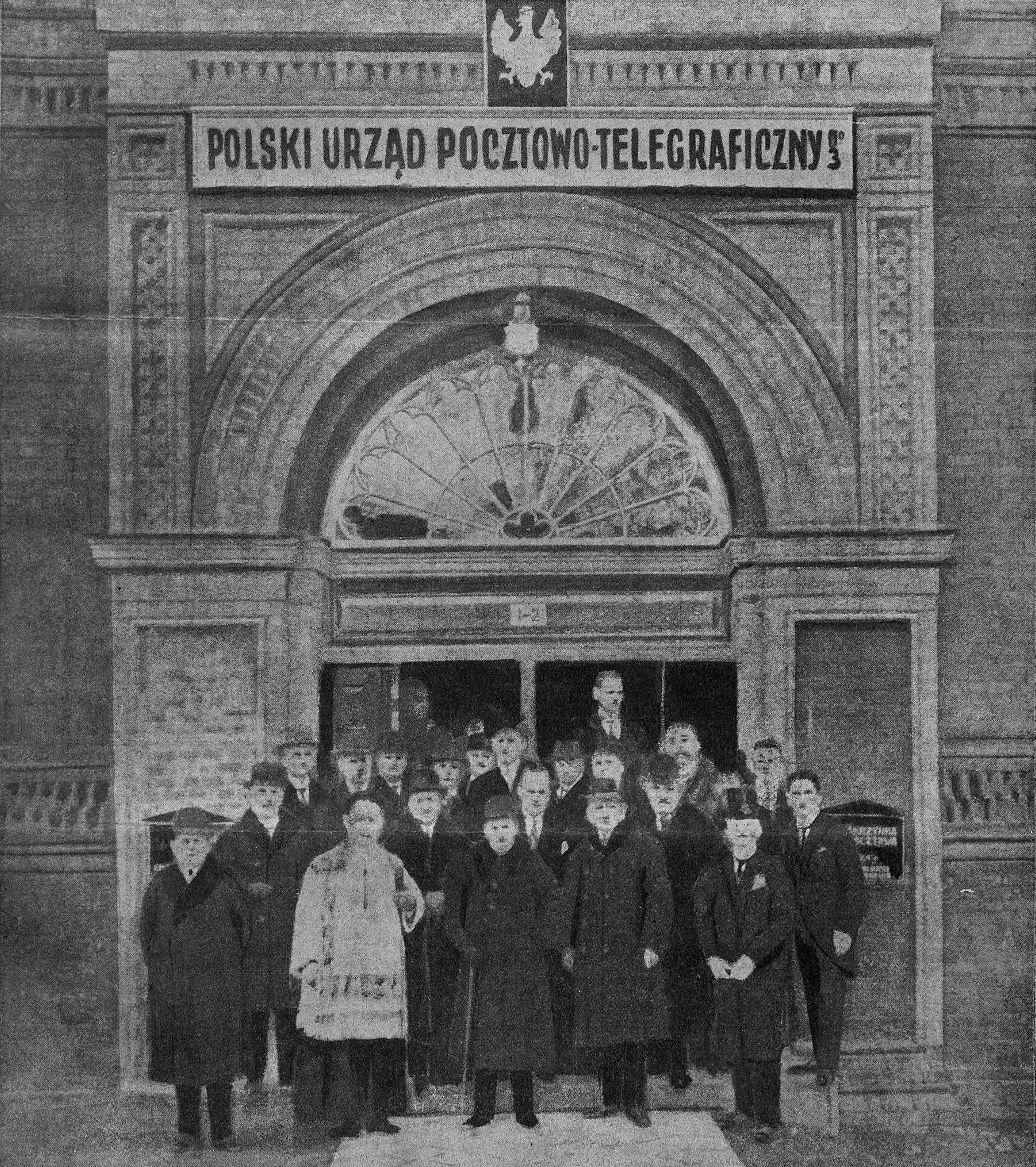
1925年波兰邮政局建立时的合影

但澤自由市的波蘭郵政局（波蘭語：Poczta Polska）成立於1920年，一直運營到標誌著第二次世界大戰爆发的德國入侵。
但澤的波蘭郵局由幾棟建築組成，建筑本身最初是作為德國軍事醫院建造的。1930年，位於但泽舊城區（Danziger Altstadt）的赫维留广场（Hevelius Platz）上的但泽大樓成為波蘭人的主要郵局，並設有直通波蘭本土的電話線。1939年，它僱用了100多人。波蘭郵局的一些僱員屬於自衛和安全組織，許多人也是波蘭步槍兵協會（ZwiązekStrzelecki）的成員。根據事后埃德蒙·查拉斯凱維奇（Edmund Charaszkiewicz）的證詞，波蘭郵局從1935年起是波蘭情報組織“齊格蒙特集團”的重要組成部分。
隨著波蘭和德國之間的緊張局勢加劇，1939年4月，波蘭高級指揮部將戰鬥工程師和陸軍預備役副中尉（或2LT）康拉德·古德斯基派往波羅的海沿岸。他與Alfons Flisykowski等人一起幫助組織了但澤波蘭郵局的官方和志願安全人員，並為最終的敵對行動做好了準備。除了培訓工作人員外，他還準備了大樓內外的防禦工事：拆除附近的樹木並加固入口。8月中旬，另外10名員工從格丁尼亞和比得哥什的波蘭郵政局被派往了但泽的郵局（主要是預備役士官）。
9月1日的波蘭郵政大樓內有57人：康拉德·古德斯基、42名波蘭當地僱員、10名來自格丁尼亞和比得哥什的僱員，以及住在大樓裡的大樓管理員和他的妻子和10歲的女兒。波蘭僱員擁有一批武器，包括三挺輕機槍、40支其他槍支和三箱手榴彈。波蘭的防禦計劃賦予防御者的任務是讓德國人在6小時內遠離建築物，而當時來自波美拉尼亚军团的志愿部隊應該保護該地區。
1939年7月制定的德國進攻計劃規定，建築物防御者將從兩個方向突襲。在正門進行牽制進攻，主力從鄰近的辦公處突破圍牆，從側面進攻。
1939年9月1日，德波战争爆发。波蘭民兵奉命保衛這座建築約15個小時，以抵禦但泽家乡党卫军（SS Heimwehr Danzig）、當地衝鋒隊、秩序警察和但澤警察特種部隊的襲擊。1939年10月5日，包括四名在投降期間逃離大樓的防御者在內的所有人都被德國軍事法庭作為非法戰鬥人員判處死刑並被處決。由於令人尷尬的德國黨衛軍部隊和他的指揮官但澤郵局局長揚·米瓊被當場擊斃，郵局局長約瑟夫·瓦西克被火焰噴射器活活燒死。對其餘守軍的判決已在幾天內通過，整個小組被槍擊在牆上。在波蘭，这一事件已成為波蘭戰役中最為人所知的一部分，通常被描繪成大衛和歌利亞对抗的英雄故事：一群郵遞員與装备精良的德國黨衛軍部隊抗爭了幾乎一整天，最终全部殉国。